# Neurobasis florida
Neurobasis florida – gatunek ważki z rodziny świteziankowatych (Calopterygidae). Jest endemitem indonezyjskiej wyspy Jawa.

## Systematyka
Takson ten został po raz pierwszy opisany w 1853 roku przez H.A. Hagena w publikacji F. Walkera. Otrzymał on nazwę Calopteryx sinensis florida, uznano go tym samym za podgatunek Calopteryx chinensis (błędnie zapisano epitet gatunkowy), obecnie noszącego nazwę Neurobasis chinensis. Jako miejsce typowe wskazano Indie Wschodnie (w dawnym znaczeniu tego pojęcia; obecnie wiadomo, że jest endemitem Jawy).